# Vedenje skupin v organizaciji
V splošnem je skupina opredeljena kot splet medsebojnih odnosov, urejenih tako, da trajajo dalj časa. Skupina deluje kot enota za tiste, ki sodelujejo v njej, kot tudi za tiste, ki so zunaj nje, člani skupine pa opravljajo z delitvijo dela naloge, katera jim je dodeljena. Skupina je realna, kolektivna, toda delna enota, saj imajo člani posamičnih organizacijskih enot, ki opravljajo enake naloge in številni drugi v organizaciji lahko medsebojne odnose, ki ne ustrezajo le eni vrsti skupine. Skupino lahko neposredno opazujemo, temelji na skupnih vrednotah, ki so trajne in tvorne ter ima cilj, enotna stališča, naloge in vedenje, kar predstavlja socialni vir, ki teži k relativni integriranosti.
Vedenje v skupini v neki organizaciji zajema interakcijo med posamezniki znotraj kolektiva ter procese kot so mnenja, stališča, rasti, povratne zanke in prilagoditve, ki se pojavljajo kot posledica te interakcije. Interakcije služijo za izpolnitev določenih potreb zadovoljstva posameznika, ki je del kolektiva in pomagajo, da zagotavljajo osnovo za njegovo interakcijo s posameznimi člani skupine.

## Konstitutivni elementi skupine
- Da organizacijsko enoto imenujemo skupina, mora biti spoznavna in določljiva tako po članih, ki jo sestavljajo, kot tudi po zunanjih opazovalcih.
- Skupina mora imeti določeno strukturo tako, da ima vsak njen član položaj, ki je določen v odnosu do položajev drugih.
- Skupina vsebuje individualne vloge, prek katerih njeni člani sodelujejo pri skupnem delu. Ko člani prenehajo opravljati svoje vloge, skupina preneha z obstojem.
- V skupini so bistvenega pomena recipročni odnosi, ki zagotavljajo stike in komunikacijo med člani.
- Vsaka skupina ima izdelane norme o vedenju, katere vplivajo na način izvajanja nalog, zato je nujno oblikovanje vedenja novega člana, ko pride v skupino.
- Člani skupine imajo določene skupne interese in vrednote, vendar ni nujno, da so natančno definirani.
- Delovanje skupine mora biti usmerjeno k delovnem cilju, kateri pove zakaj in s kakšnim namenom skupina obstaja.
- Skupina mora imeti določeno trajnost, torej izmerljivo trajanje v časovnem obdobju.[1]

Na podlagi teh elementov je možno izvesti celovito opredelitev skupine. Skupina je torej določljiva, strukturirana, relativno trajna integriranost ljudi, ki imajo recipročne vloge v skladu s socialnimi normami, interesi in vrednotami pri doseganju skupnih ciljev organizacije.

## Skupinska dinamika
Namen skupine je, da opravlja neko nalogo v skladu s postavljenimi cilji organizacije. V organizacijo posamezniki vstopajo kot celovite osebnosti, saj človek poleg delovne naloge v sebi združuje vrsto lastnih interesov, izkušenj, iskanj, idej, hotenj, nasprotovanja idr. Le-to pa rezultira v skupinski dinamiki, saj zaradi tega med člani prihaja do medsebojnih interakcij. Skupinska dinamika je odvisna predvsem od tipov posameznikov, ki so v skupino vključeni. Za nastajanje skupinskih struktur v medsebojnih osebnih interakcijah je pomembno, da člani prevzemajo aktivnosti, ki jih je v danih pogojih možno uresničiti. Odnosi, oblikovani med temi nalogami, so postopno regulirani in utrjeni prav tako, kot dejavnosti same. Načini odzivanja na zunanje okolje, za katere posameznik odkrije, da so ugodni, se vedno pogosteje uveljavljajo in postanejo navade. Ko so enkrat uveljavljene, se oblikujejo v pravila in zakonitosti medsebojnih odnosov.

### Konflikti
Pri nastanku skupinske strukture so značilna tudi nasprotovanja med člani skupine, ki nastajajo zlasti v začetnem procesu nastajanja skupine. Tako kot pravila, so tudi nasprotovanja potrebna za nastanek skupinske strukture in se med seboj dopolnjujeta, saj je pri obeh pomembno, da imajo člani skupine takšne vloge, kakršne imajo naloge. Pri tem je potrebno upoštevati tako zunanje kot tudi notranje dejavnike, ki zmanjšujejo podporo članov skupine. Stalne težave skupine pri zadovoljevanju pričakovanj članov glede statusa, materialnega nagrajevanja, oblik priznanj idr. zmanjšuje pripravljenost članov, da bi skupino podpirali. Skupino, ki je neprestano neučinkovita, člani postopoma prenehajo podpirati. Lahko pride tudi do identifikacije članov ene skupine s člani in cilji drugih skupin, čemur sledi izločitev članov iz dotedanje skupine. Večja kot je podpora članov skupini, težje si nasprotne skupine podredijo člane.

#### Razreševanje konfliktov
Veliko študij je raziskovalo razne vrste intervencij, ki bi bile lahko uporabljene za zmanjševanje socialnih konfliktov med člani skupin. Durskat in Wolff (1999) sta ugotovila da povratne informacije iz oči v oči s strani kolegov drastično zmanjšujejo stopnjo konfliktov, še posebej, če je ta povratna informacija podana ob primernem času (na sredini projekta). Naumann in Bennett (2000) sta ugotovila, da vodje, ki spodbujajo procesno pravičnost in dosledno uporabljajo pravila, lahko zmanjšujejo stopnjo konfliktov. Van der Vegt idr. (2001) so dokazali, da je zadovoljstvo skupine višje s sprejemanjem skupnih nagrad, ki ne ustvarjajo razlik med člani, vendar je vrednost tega lahko izničena zaradi dejstva, da so nagrade po navadi povezane z višjo stopnjo socialnega postopaštva.

## Razmerje med posameznikom in skupino
V procesu medsebojnega sodelovanja skupina lahko vpliva na člane zelo različno, največja verjetnost je, da skupina na člane skupine vpliva zelo konformno. Dogajanje v skupini lahko vzpostavi uniformnost v vedenju in mišljenju, lahko pa povzroči tudi heterogenost v vedenju. Realizacija procesa uniformnosti ali heterogenosti pa zadovolji čustvene in zaznavne potrebe svojih članov. Izkušnje sodelovanja članov v različnih skupinah kažejo, da imajo posamezniki precejšne možnosti doseganja individualnosti. Člani skupine imajo lastne interese, vendar so lojalni tudi do interesov drugih članov, tako mora vsaka skupina obravnavati odklone članov skupine. To je lahko vir izboljšanja reševanja problemov ali doseganja skupnih ciljev, lahko pa je vir destrukcij skupine. Konflikte je potrebno reševati s krepitvijo medsebojne odvisnosti, torej s povezovanjem integriranih posameznikov v kohezivno skupino. Kohezivna skupina je lahko zelo konformna v stvareh, ki so skupini pomembne, vendar to ne pomeni, da ni mogoče vzdrževati heterogenosti različnih interesov pri posameznih članih.

### Heterogeno-kohezivna skupina
Značilnosti heterogeno – kohezivne skupine so mišljenje članov skupine, da je lahko vsakdo drugačen, svoboda odklona, možnost formiranja podskupin, diferenciacija položajev in vlog. V kohezivni skupini imajo člani lahko visoko stopnjo individualnosti, vendar so obenem zelo integrirani, ko gre za skupne cilje. Socialna in osebna integriteta sta odvisni od medsebojnih odnosov, ki ustvarjajo norme, oblikujejo stališča, samopredstavo o sebi, osnovne vrednote in delovne vloge članov.

### Medsebojna razmerja pri delu
Ljudje delujejo v interakciji z drugimi, ti interakcijski odnosi pa se nanašajo na razmerja med posamezniki ali več ljudmi, katerih cilj je opraviti določeno nalogo. Problemi dela se ne nanašajo le na posameznika, saj je delo odnos, ki vsebuje aktivna razmerja med ljudmi. Medsebojno razmerje ima svojo vrednost, saj je delo z drugimi bolj zadovoljujoče, kot po pa izolirano delo.

#### Dimenzije medsebojnega razmerja
- Prijateljsko sodelovanje – splošna usmeritev k skupnim ciljem, vsak član zaupa in pomaga drugemu;
- Nasprotovalno tekmovanje – nasprotno prejšnji usmeritvi, osebna usmeritev članov je nasprotovalna, prevladuje nazaupanje in sovraštvo, individualni napor običajno ni usmerjen k skupnim ciljem;
- Prijateljsko tekmovanje – mešan primer, ko je sodelavec v osnovi pozitivno usmerjen k drugemu;
- Nasprotovalno sodelovanje – pri sodelavcih prevladuje negativna osebna usmeritev drugega proti drugemu, vendar kljub temu sodelujejo, saj se zavedajo, da bodo le tako dosegli pričakovane rezultate.[1]

## Povezovanje
Povezovanje odraža emocionalne občutke, ki jih člani skupine čutijo do drugih članov ter do skupine same. Medtem ko zaupanje predstavlja pripravljenost sodelovati pri skupni nalogi, povezovanje presega zaupanje in odraža močan občutek zaveze in želje ostati skupaj ter morda presega kontekst trenutne naloge. Področje povezovanja je pomembno zaradi treh razlogov. Prvi je ta, da je povezovanje med člani skupine pomembno za visoko stopnjo uspešnosti skupine, zlasti ko je prisotna visoka stopnja soodvisnosti delovnega toka. Drugič, člani skupin, ki se redko srečujejo iz oči v oči, se ne povežejo med sabo in so posledično počasnejši in manj natančni pri izvajanju nalog, kot člani »iz oči v oči« skupin. Nazadnje, tudi v okolju, ki omogoča interakcijo iz oči v oči, poskusi izvajanja skupinsko osnovanih struktur, naletijo na odpor s strani vodij ali članov, zaradi strahu pred nezmožnostjo soočanja s konflikti, ki izhajajo iz njihovih razlik.

### Raznolikost
Barrick idr. (1998) so raziskovali pomen raznolikosti v osebnostnih lastnosti med člani skupin. Ugotovili so, da je bila socialna kohezija najvišja, ko je bila pri članih prisotna visoka stopnja prijetnosti, ekstravertnosti in čustvene stabilnosti. Vendar je razlikovanje med člani pri prijetnosti oškodovalo kohezijo, razlikovanje pri ekstravertnosti jo je spodbudilo, razlikovanje pri čustveni stabilnosti pa na kohezijo ni vplivalo. Čeprav Barrick idr. niso izrecno pokazali zakaj se skupine z visoko stopnjo prijetnosti, čustvene stabilnosti in ekstravertnosti (in razlikovanjem v ekstravertnosti) lahko bolje povežejo, je Keller (2001) ugotovil, da navzkrižno – funkcionalne skupine ustvarjajo stres, kar znižuje kohezivnost. Skupine z visoko stopnjo čustvene stabilnosti lahko ta stres prebrodijo lažje, kot skupine, ki imajo to lastnost nižje izraženo. Simmons idr. (1999) so ugotovili, da je ključnega pomena pri upravljanju navzkrižno – funkcionalnih skupin tudi proizvajanje učinkovite razprave, katero je težje doseči v introvertnih skupinah ali skupinah, v katerih imajo člani visoko izraženo ekstravertnost, zaradi česar hitreje pride do prepirov. Chatman in Flynn (2001) pa sta ugotovila, da je hitrost s katero demografsko heterogene skupine razvijejo sodelovalne norme najboljši napovedovalec njihovega morebitnega obstoja in je tesno povezana s stopnjo in spremenljivostjo prijetnosti.

## Prilagajanje
Literatura, ki raziskuje to področje vedenja v skupini, proces prilagajanja razdeli v dve specifični podkategoriji. Prva se ukvarja s primerjanjem zmogljivosti v rutiniranih okoljih in zmogljivosti v novih okoljih, druga pa se bolj specifično ukvarja z enim od vidikov prilagodljivosti in sicer deljenjem delovnih obremenitev, bodisi v obliki nudenja pomoči bodisi podpiranja.

### Primerjanje uspešnost v rutiniranih in novih pogojih
LePine (2003) je ugotovil, da so individualne skupine z višjo stopnjo kognitivnih zmožnosti in odprtosti za izkušnje svoje delo opravljale bolje, če se je naloga okolja spremenila. Marks idr. (2000) pa so se pri svoji raziskavi osredotočili na urjenje skupin in ne na sestavo skupine. Ugotovili so, da urjenje zviša sposobnost interakcije in komunikacije med člani skupine, kot tudi izboljšanje komunikacije z vodjami, kar izboljšuje zmožnost prilagajanja skupine. Waller (1999) pa je ugotovil, da je hitrost s katero člani skupine prepoznajo spremembo okolja, prav tako ključnega pomena za izboljšanje prilagodljivosti. Čeprav je bilo ugotovljeno, da je stopnja prilagodljivosti odvisna od sposobnosti skupine ovrednotiti cilje in razporediti naloge, je Waller ugotovil, da je hitrost – in ne nujno frekvenca – s katero se skupina vživi v ta vedenja, kritičnega pomena za prilagodljivost. Moon idr. (2004) so dokazali, da so bile skupine pri katerih se je začetna izkušnja z nalogo odvijala v funkcionalni strukturi, ki je ustvarila preproste naloge z visokimi zahtevami soodvisnosti, sposobne v celoti preiti na deljeno strukturo, za katero je značilna večja kompleksnost nalog z manjšo zahtevo po soodvisnosti, ko je situacija od njih zahtevala tako spremembo. Skupine, ki so začele z deljeno strukturo pa niso bile sposobne uspešno izvesti spremembo v funkcionalno strukturo, tudi ko so spremembe v okoliščinah naloge od njih zahtevale takšno preureditev. V tem kontekstu je visoka stopnja komunikacije in podpornega vedenja v prejšnjih funkcionalnih skupinah vztrajala v prihodnost in spodbudila njihovo prilagajanje na novo deljeno strukturo. Nasprotno pa so sposobnosti koncentracije in neodvisnosti povezane s predhodno deljeno strukturo tudi napredovale v prihodnost ter uničile njihovo sposobnost prilagajanja novim zahtevam funkcionalne strukture. Torej bi bila bolj kot konceptualizacija prilagajanja kot pojav na vse ali nič (skupine ali so ali niso sposobne prilagajanja), primernejša konceptualizacija, da je prilagajanje usmerjen pojav, kjer se je potrebno ozirati na to od kod in na kaj se skupina prilagaja.

### Pomoč in delitev delovnih obremenitev
Specifičen vidik prilagajanja je stopnja, do katere si člani skupine med seboj dejavno delijo delovne obremenitve, pomagajo, ali drug drugega podprejo pri soočanju z visokimi zahtevami. Vrline deljenja delovne obremenitve so ene ključnih razlogov za sprejemanje prilagoditvenih struktur. Nedavne raziskave podpirajo to stališče, vendar zagovarjajo tezo, da je pomaganje pri delu dvorezen meč. Na pozitivni strani so Podsakoff idr. (1997) preučili različne vidike organizacijskega vedenja in ugotovili, da je količina nudenja pomoči v skupini edini vidik, ki ima pozitiven vpliv tako na kvaliteto kot na kvantiteto uspešnosti ekipe. Barrick idr. (1998) so ugotovili, da skupine, ki vsebujejo visoko stopnjo vestnosti, ekstravertnosti, prijetnosti in čustvene stabilnosti v večji meri pripravljeni pomagati drug drugemu, kot skupine, ki imajo te lastnosti nižje izražene. Prav tako so ugotovili, da sta pripravljenost pomagati in fleksibilnost negativno povezana z variabilnostjo v splošnih kognitivnih sposobnosti članov, kar kaže na to, da je v primeru povezovanja članov z visoko razvitimi kognitivnimi sposobnostmi in članov z nizko razvitimi kognitivnimi sposobnostmi, deljenje obremenitve dela omejena in zelo verjetno le enosmerna. Druge raziskave so odkrile, da je frekvenca nudenja pomoči negativno povezana z uspešnostjo skupine. Porter idr. (2003) so pri svoji raziskavi izpostavili ekstravertnost, ki se je izkazala za glavni in interaktivni vpliv na podporno vedenje. Člani z visoko stopnjo ekstravertnosti so iskali in prejeli veliko več pomoči v vseh pogojih, še posebej pa, ko je bila prisotna visoka stopnja legitimnosti. Za posameznike z visoko stopnjo vestnosti je bilo verjetneje, da bodo poiskali pomoč v visoko legitimnih pogojih, vendar manj verjetno, da jo bodo iskali v nizko legitimnih pogojih, ki so povezani s člani z nižjo stopnjo vestnosti. Raziskave na področju socialnega postopništva so pokazale, kako so člani skupine občutljivi na morebitno izogibanje delu s strani njihovih sodelavcev. LePine idr. (2002) so ugotovili, da se potencialni ponudniki pomoči odzivajo različno na prošnjo po pomoči, odvisno od tega ali posameznik prosi za pomoč zaradi primanjkovanja sposobnosti ali pa potrebuje pomoč zaradi pomanjkanja vloženega truda.

## Zaključek
Skupine in ekipe v organizacijskem kontekstu se razpustijo iz več razlogov. Konec je lahko načrtovan, kot je na primer zaključek delovne naloge, na kateri so člani delali, lahko pa je nenačrtovan, kot je na primer propad zaradi medsebojnih napetosti, neopravljenih nalog, ali mnogih drugih razlogov, med katerimi je tudi izguba interesa za sodelovanje v skupini s strani članov.